# أحمد سمير فرج
     لشخصية أخرى تحمل اسم أحمد سمير، طالع أحمد سمير (توضيح).

أحمد سمير فرج، من مواليد 20 مايو 1986 القناطرالخيرية، القليوبية، لاعب كرة قدم مصري خرواني
يلعب لنادي الداخلية.
بدأ باللعب مع منتخب مصر لكرة القدم في سنة 2008.

## مسيرته الكروية
بدأ مسيرته الكروية مع نادى القناطر الخيرية الرياضى، وفي 1997/1996 انتقل إلى الأهلي المصري ،ثم انتقل إلى سوشو الفرنسي موسم 2003/2002 ،ثم عاد إلى الأهلي المصري على سبيل الإعارة عام 2006 ،ثم انتقل إلى الإسماعيلي موسم 2008/2007 ،ثم انتقل إلى ليرس البلجيكي عام 2011 ،ثم انتقل إلى نادى الزمالك موسم 2014/2013،
عاد إلى الإسماعيلي في موسم 2014/2015

## بطولات حصل عليها
- كأس مصر 2014

## الروابط الخارجية
- أحمد سمير فرج على موقع الاتحاد الدولي (مؤرشف)  (الإنجليزية)
- أحمد سمير فرج على موقع الاتحاد الأوربي (الإنجليزية)
- أحمد سمير فرج على موقع قاعدة بيانات كرة القدم.إي يو (الإنجليزية)
- أحمد سمير فرج على موقع ناشيونال فوتبول تيمز (الإنجليزية)
- أحمد سمير فرج على موقع Soccerway.com (الإنجليزية)
- أحمد سمير فرج على موقع كووورة